# Bartsja alpejska
Bartsja alpejska, barczja alpejska (Bartsia alpina L.) – gatunek rośliny z rodziny zarazowatych (Orobanchaceae) i monotypowego rodzaju bartsja Bartsia. Jest gatunkiem arktyczno-alpejskim. Występuje w północnej części Ameryki Północnej, na Grenlandii, Islandii, w górach Europy i na północy Rosji, po zachodnią Syberię. W Polsce występuje w Karkonoszach, na Babiej Górze oraz w Tatrach. Łacińską nazwę rodzajową nadano jej na cześć żyjącego w XVIII w. holenderskiego lekarza Johanna Bartscha.

## Morfologia

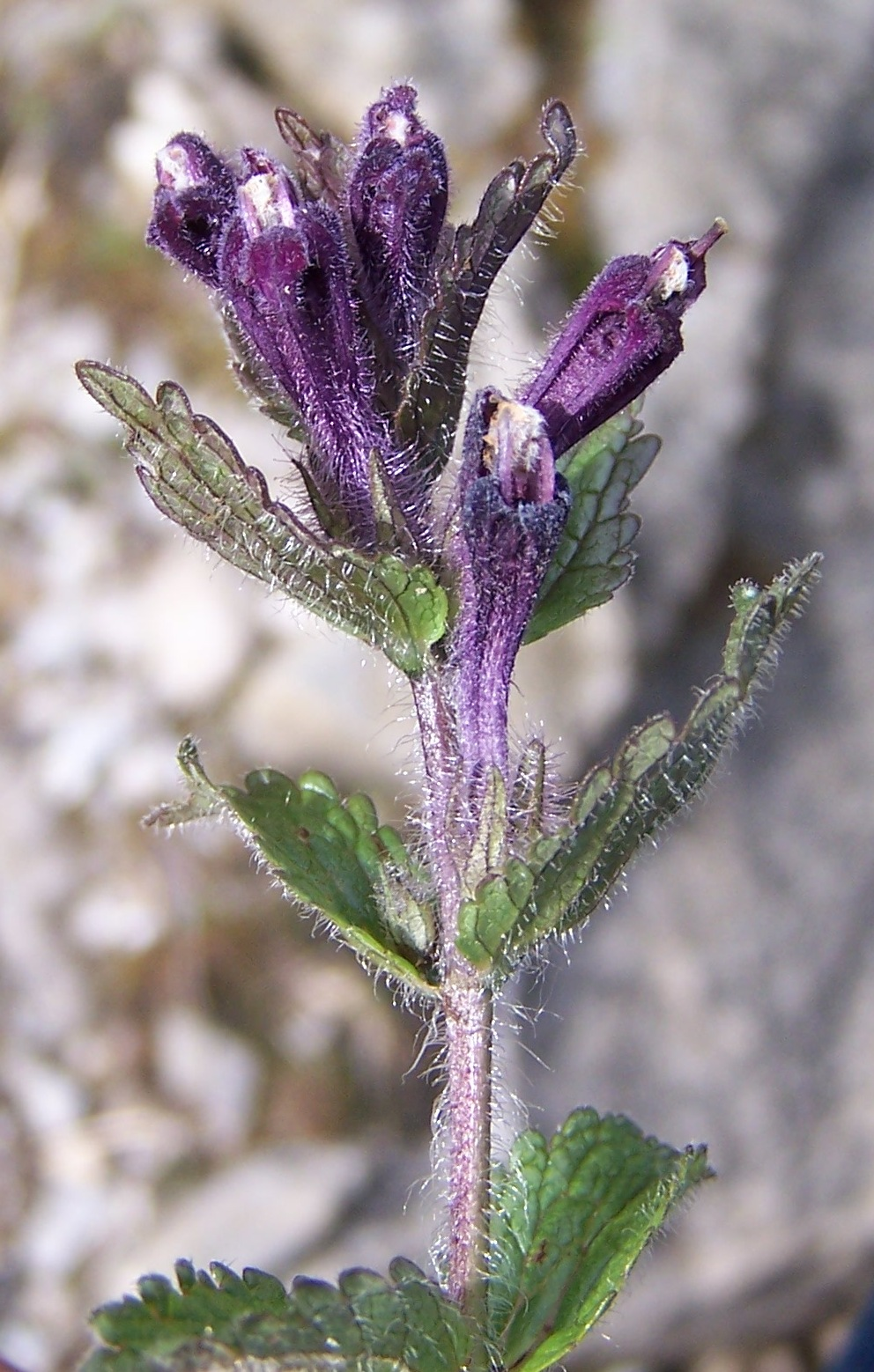
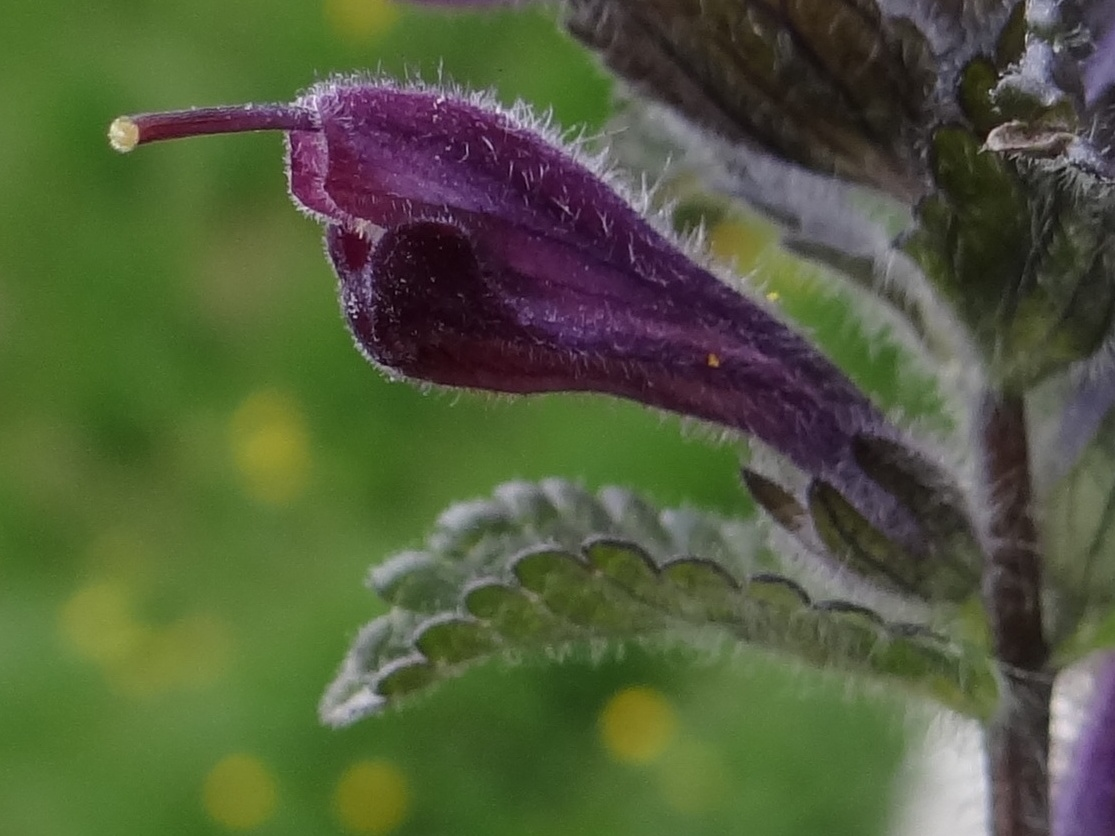
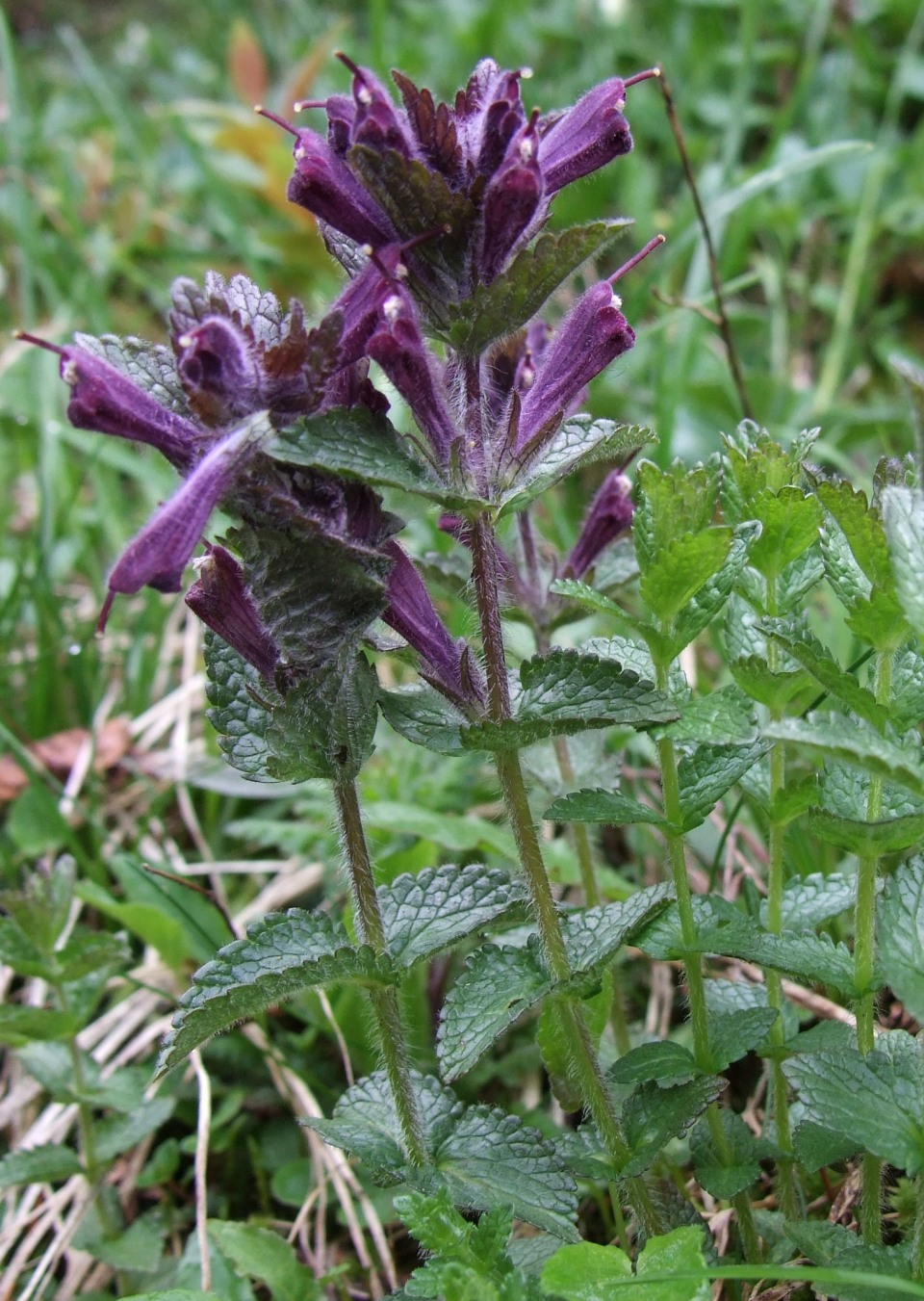

ŁodygaPodnosząca się, silnie owłosiona długimi włoskami. Roślina ma wysokość 5–20 cm.
KłączeRozgałęzione, okryte suchymi łuskami.
LiścieUlistnienie naprzeciwległe. Liście jajowate, o brzegach tępo karbowano-piłkowanych. Są siedzące, obejmują szeroką nasadą łodygę. Mają długość do 2,5 cm, brudnozielony kolor i są owłosione. W dolnej części łodygi są wyraźnie mniejsze, a u jej nasady przechodzą w łuski. Liście podkwiatowe (przysadki) pełniące rolę powabni są fioletowo nabiegłe (w kolorze kwiatów).
KwiatyWyrastają gęsto na szczycie łodygi z kątów fioletowych przysadek, tworząc zbite grono. 4-działkowy kielich jest owłosiony i również fioletowo nabiegły. Korona kwiatów ma fioletowy kolor, jest grzbiecista, dwuwargowa i również owłosiona. Górna hełmiasta warga jest niepodzielona i dłuższa od dolnej, dolna warga ma 3 niewygięte łatki. Wewnątrz korony znajduje się pojedynczy słupek z długą nitkowatą szyjką i pałeczkowatym znamieniem oraz 4 dwusilne pręciki o pylnikach zakończonych dzióbkiem.
OwoceOtoczone puchem kielichowym jajowate i zakończone dzióbkiem torebki zawierające płaskie i oskrzydlone nasiona o długości ok. 2 mm.

## Biologia i ekologia
RozwójBylina. Kwitnie od czerwca do sierpnia. Jest półpasożytem. Wnika ssawkami do korzeni roślin, pobierając od nich wodę wraz z solami mineralnymi.
SiedliskoWilgotne skały, murawy, hale. Występuje zarówno na podłożu wapiennym, jak i bezwapiennym. W Tatrach główny obszar jej występowania to piętro kosówki i piętro alpejskie, ale występuje również w reglu dolnym i górnym, a sporadycznie można ją spotkać nawet w piętrze turniowym.
FitosocjologiaGatunek charakterystyczny dla klasy (Cl.) Seslerietea variae i Ass. Bartsio-Caricetum